# Bakplåtspapper

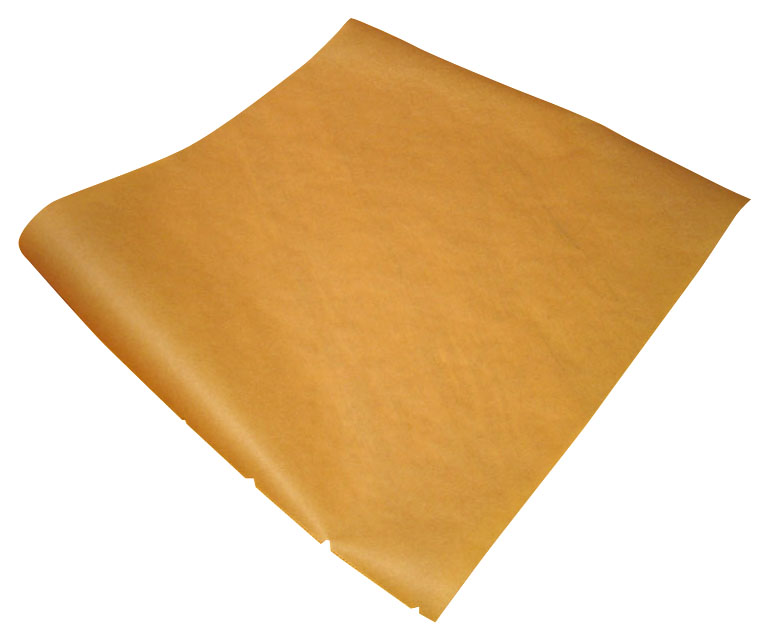
Bakplåtspapper

Bakplåtspapper är ett tunt papperslager som vanligen läggs på en ugnsplåt som alternativ till att smöra plåten innan något tillagas i ugnen. Det kan även användas till att täcka över gratänger för att skydda mot stark övervärme. Bakplåtspapper finns både i ark och på rulle, och görs ofta av cellulosa.
Om bakplåtspapperet ligger mot grillelementet finns risk att det fattar eld. Bakplåtspapper kan ibland återanvändas för att sedan källsorteras som pappersförpackning.

## Tillverkning och egenskaper
Papperet tillverkas genom att köra bitar av pappersmassa genom ett bad med exempelvis svavelsyra. Processen löser delvis upp, eller gelatinerar pappret, varpå kemikalierna tvättas bort och pappret torkas. Det ger ett sulfuriserat, korslänkat material med hög densitet, stabilitet och värmetålighet och låg ytspänning som ger bra egenskaper för att mat inte skall fastna. Pappret blir något liknande pergament. Bakplåtspapper ska inte förväxlas med smör(gås)papper, som sällan tål hög värme.